# Einband-Weltmeisterschaft 2009

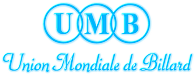
Logo UMB (ausrichtender Verband)

Veranstaltungsort: Cervera

Die Einband-Weltmeisterschaft 2009 war das 18. Turnier in dieser Disziplin des Karambolagebillards und fand vom 30. April bis zum 3. Mai 2009 in Cervera, in der spanischen Provinz Lleida statt. Es war die vierte Einband-Weltmeisterschaft in Spanien.

## Teilnehmer
Titelverteidiger:
1. Jean Paul de Bruijn

CEB
1. Frédéric Caudron
2. Patrick Niessen
3. Wolfgang Zenkner
4. Xavier Gretillat
5. Alain Remond
6. Henri Tilleman
7. Francisco Fortiana
8. Arnim Kahofer
9. Janis Ziogas
10. Mohsen Fouda
11. Sven Daske

ACBC:
1. Youichirou Mori
2. Cho Jae-ho

Wild-Card UMB:
1. Raúl Cuenca

Wild-Card ORG:
1. Jordi Garriga

## Geschichte
Wolfgang Zenkner ist nach Martin Horn erst der zweite Deutsche der sich den Titel des Einband-Weltmeister sichern konnte. Ungeschlagen siegte er verdient im Endspiel mit 150:78 in sechs Aufnahmen gegen Titelverteidiger Jean Paul de Bruijn aus den Niederlanden. Gemeinsam Dritte wurden Frédéric Caudron und Arnim Kahofer. Für Kahofer war es die erste WM-Medaille. Er setzte damit die lange Erfolgsgeschichte der Österreicher in dieser Disziplin des Karambolsports fort.

## Modus
Gespielt wurde in vier Vorrundengruppen zu je vier Spielern. Die beiden Gruppenbesten qualifizierten sich für die zweite Gruppenphase. Danach qualifizierten sich die beiden Gruppenbesten für das Halbfinale. Die beiden Sieger spielten das Finale. Gespielt wurde bis 150 Punkte.
1. MP = Matchpunkte
2. GD = Generaldurchschnitt
3. HS = Höchstserie

## Gruppenphase 1
| Abk.  | Erklärung           | Abk. | Erklärung                                            |
| ----- | ------------------- | ---- | ---------------------------------------------------- |
| Pkt.  | erzielte Punkte     | GD   | Generaldurchschnitt                                  |
| Aufn. | benötigte Aufnahmen | HS   | Höchstserie                                          |
| ED    | Einzeldurchschnitt  | PP   | Partie Punkte (Sieger = 2; Remis = 1, Verlierer = 0) |

| Spiel            | Name                | Pkt. | Aufn. | ED    | HS    | PP |
| ---------------- | ------------------- | ---- | ----- | ----- | ----- | -- |
| 1                | Arnim Kahofer       | 150  | 21    | 7,14  | 31    | 2  |
| 1                | Janis Ziogas        | 89   | 21    | 4,23  | 29    | 0  |
| 2                | Jean Paul de Bruijn | 150  | 22    | 6,81  | 51    | 2  |
| 2                | Youichirou Mori     | 143  | 22    | 6,50  | 19    | 0  |
| 3                | Arnim Kahofer       | 150  | 7     | 21,42 | 93    | 2  |
| 3                | Youichirou Mori     | 15   | 7     | 2,14  | 5     | 0  |
| 4                | Jean Paul de Bruijn | 150  | 7     | 21,42 | 52    | 2  |
| 4                | Janis Ziogas        | 62   | 7     | 8,85  | 30    | 0  |
| 5                | Jean Paul de Bruijn | 150  | 8     | 18,75 | 40    | 2  |
| 5                | Arnim Kahofer       | 66   | 8     | 8,25  | 21    | 0  |
| 6                | Youichirou Mori     | 33   | 19    | 1,73  | 6     | 0  |
| 6                | Janis Ziogas        | 150  | 119   | 7,89  | 38    | 2  |
| Gruppenabschluss |                     |      |       |       |       |    |
| Platz            | Name                | MP   | Pkt.  | Aufn. | GD    | HS |
| 1                | Jean Paul de Bruijn | 6    | 450   | 37    | 12,16 | 52 |
| 2                | Arnim Kahofer       | 4    | 366   | 36    | 10,16 | 93 |
| 3                | Janis Ziogas        | 2    | 301   | 47    | 6,40  | 38 |
| 4                | Youichirou Mori     | 0    | 191   | 48    | 3,97  | 19 |
| Gesamt           | Gesamt              | –    | 1308  | 168   | 7,78  | 93 |

| Spiel            | Name             | Pkt. | Aufn. | ED    | HS    | PP |
| ---------------- | ---------------- | ---- | ----- | ----- | ----- | -- |
| 1                | Raúl Cuenca      | 71   | 15    | 4,73  | 18    | 0  |
| 1                | Xavier Gretillat | 150  | 15    | 10,00 | 57    | 2  |
| 2                | Frédéric Caudron | 150  | 14    | 10,71 | 45    | 2  |
| 2                | Sven Daske       | 27   | 14    | 1,92  | 9     | 0  |
| 3                | Xavier Gretillat | 150  | 18    | 8,33  | 56    | 2  |
| 3                | Sven Daske       | 47   | 18    | 2,61  | 11    | 0  |
| 4                | Frédéric Caudron | 150  | 10    | 15,00 | 62    | 2  |
| 4                | Raúl Cuenca      | 54   | 10    | 5,40  | 12    | 0  |
| 5                | Frédéric Caudron | 80   | 6     | 13,33 | 32    | 0  |
| 5                | Xavier Gretillat | 150  | 6     | 25,00 | 79    | 2  |
| 6                | Raúl Cuenca      | 150  | 20    | 7,50  | 53    | 2  |
| 6                | Sven Daske       | 121  | 20    | 6,05  | 38    | 0  |
| Gruppenabschluss |                  |      |       |       |       |    |
| Platz            | Name             | MP   | Pkt.  | Aufn. | GD    | HS |
| 1                | Xavier Gretillat | 6    | 150   | 39    | 11,53 | 79 |
| 2                | Frédéric Caudron | 4    | 380   | 30    | 12,66 | 62 |
| 3                | Raúl Cuenca      | 2    | 275   | 45    | 6,11  | 53 |
| 4                | Sven Daske       | 0    | 195   | 52    | 3,75  | 38 |
| Gesamt           | Gesamt           | –    | 1300  | 166   | 7,83  | 79 |

| Spiel            | Name            | Pkt. | Aufn. | ED    | HS    | PP |
| ---------------- | --------------- | ---- | ----- | ----- | ----- | -- |
| 1                | Patrick Niessen | 150  | 18    | 8,33  | 51    | 1  |
| 1                | Alain Remond    | 150  | 18    | 8,33  | 33    | 1  |
| 2                | Henri Tilleman  | 121  | 26    | 4,65  | 19    | 2  |
| 2                | Jordi Garriga   | 150  | 26    | 5,76  | 32    | 2  |
| 3                | Alain Remond    | 150  | 13    | 11,53 | 73    | 2  |
| 3                | Jordi Garriga   | 49   | 13    | 3,76  | 24    | 0  |
| 4                | Henri Tilleman  | 150  | 17    | 8,82  | 42    | 0  |
| 4                | Patrick Niessen | 110  | 17    | 6,47  | 20    | 0  |
| 5                | Henri Tilleman  | 137  | 14    | 9,78  | 36    | 0  |
| 5                | Alain Remond    | 150  | 14    | 10,71 | 47    | 2  |
| 6                | Patrick Niessen | 150  | 26    | 5,76  | 37    | 2  |
| 6                | Jordi Garriga   | 79   | 26    | 3,03  | 14    | 0  |
| Gruppenabschluss |                 |      |       |       |       |    |
| Platz            | Name            | MP   | Pkt.  | Aufn. | GD    | HS |
| 1                | Alain Remond    | 5    | 450   | 45    | 10,00 | 73 |
| 2                | Patrick Niessen | 3    | 410   | 61    | 6,72  | 51 |
| 3                | Henri Tilleman  | 2    | 408   | 57    | 7,15  | 42 |
| 4                | Jordi Garriga   | 2    | 278   | 65    | 4,27  | 32 |
| Gesamt           | Gesamt          | –    | 1546  | 228   | 6,78  | 73 |

| Spiel            | Name               | Pkt. | Aufn. | ED    | HS   | PP |
| ---------------- | ------------------ | ---- | ----- | ----- | ---- | -- |
| 1                | Cho Jae-ho         | 133  | 38    | 3,50  | 22   | 0  |
| 1                | Francisco Fortiana | 150  | 38    | 3,94  | 15   | 2  |
| 2                | Mohsen Fouda       | 94   | 31    | 3,03  | 15   | 0  |
| 2                | Wolfgang Zenkner   | 150  | 31    | 4,83  | 24   | 2  |
| 3                | Francisco Fortiana | 150  | 38    | 3,94  | 17   | 2  |
| 3                | Mohsen Fouda       | 113  | 38    | 2,97  | 22   | 0  |
| 4                | Wolfgang Zenkner   | 150  | 12    | 12,50 | 40   | 2  |
| 4                | Cho Jae-ho         | 47   | 12    | 3,91  | 14   | 0  |
| 5                | Mohsen Fouda       | 150  | 33    | 4,54  | 19   | 2  |
| 5                | Cho Jae-ho         | 70   | 33    | 2,12  | 14   | 0  |
| 6                | Wolfgang Zenkner   | 150  | 10    | 15,00 | 50   | 2  |
| 6                | Francisco Fortiana | 33   | 10    | 3,30  | 12   | 0  |
| Gruppenabschluss |                    |      |       |       |      |    |
| Platz            | Name               | MP   | Pkt.  | Aufn. | GD   | HS |
| 1                | Wolfgang Zenkner   | 6    | 450   | 53    | 8,49 | 50 |
| 2                | Francisco Fortiana | 4    | 333   | 86    | 3,87 | 17 |
| 3                | Mohsen Fouda       | 2    | 250   | 83    | 3,01 | 22 |
| 4                | Cho Jae-ho         | 0    | 357   | 102   | 3,50 | 22 |
| Gesamt           | Gesamt             | –    | 1390  | 324   | 4,29 | 50 |

## Gruppenphase 2
| Spiel            | Name                | Pkt. | Aufn. | ED    | HS    | PP |
| ---------------- | ------------------- | ---- | ----- | ----- | ----- | -- |
| 1                | Alain Remond        | 147  | 11    | 13,36 | 50    | 0  |
| 1                | Frédéric Caudron    | 150  | 11    | 13,63 | 65    | 2  |
| 2                | Patrick Niessen     | 47   | 12    | 3,91  | 20    | 0  |
| 2                | Jean Paul de Bruijn | 150  | 12    | 12,50 | 46    | 2  |
| 3                | Patrick Niessen     | 131  | 19    | 6,89  | 29    | 0  |
| 3                | Frédéric Caudron    | 150  | 19    | 7,89  | 39    | 2  |
| 4                | Alain Remond        | 50   | 8     | 6,25  | 24    | 0  |
| 4                | Jean Paul de Bruijn | 150  | 8     | 18,75 | 96    | 2  |
| 5                | Patrick Niessen     | 85   | 18    | 4,72  | 19    | 0  |
| 5                | Alain Remond        | 150  | 18    | 8,33  | 76    | 2  |
| 6                | Jean Paul de Bruijn | 150  | 5     | 30,00 | 74    | 2  |
| 6                | Frédéric Caudron    | 115  | 5     | 23,00 | 65    | 0  |
| Gruppenabschluss |                     |      |       |       |       |    |
| Platz            | Name                | MP   | Pkt.  | Aufn. | GD    | HS |
| 1                | Jean Paul de Bruijn | 6    | 450   | 25    | 18,00 | 96 |
| 2                | Frédéric Caudron    | 4    | 415   | 35    | 11,85 | 65 |
| 3                | Alain Remond        | 2    | 347   | 37    | 9,37  | 76 |
| 4                | Patrick Niessen     | 0    | 268   | 49    | 5,36  | 29 |
| Gesamt           | Gesamt              | –    | 1480  | 146   | 10,13 | 96 |

| Spiel            | Name               | Pkt. | Aufn. | ED    | HS    | PP  |
| ---------------- | ------------------ | ---- | ----- | ----- | ----- | --- |
| 1                | Wolfgang Zenkner   | 150  | 6     | 25,00 | 64    | 2   |
| 1                | Arnim Kahofer      | 30   | 6     | 5,00  | 15    | 0   |
| 2                | Francisco Fortiana | 65   | 15    | 4,33  | 13    | 0   |
| 2                | Xavier Gretillat   | 150  | 15    | 15,00 | 33    | 2   |
| 3                | Wolfgang Zenkner   | 150  | 5     | 30,00 | 102   | 2   |
| 3                | Francisco Fortiana | 54   | 5     | 10,80 | 39    | 0   |
| 4                | Arnim Kahofer      | 150  | 14    | 10,71 | 37    | 2   |
| 4                | Xavier Gretillat   | 64   | 14    | 4,57  | 28    | 0   |
| 5                | Arnim Kahofer      | 150  | 16    | 9,37  | 33    | 2   |
| 5                | Francisco Fortiana | 73   | 16    | 4,56  | 24    | 0   |
| 6                | Xavier Gretillat   | 137  | 22    | 6,22  | 32    | 0   |
| 6                | Wolfgang Zenkner   | 150  | 22    | 6,81  | 47    | 2   |
| Gruppenabschluss |                    |      |       |       |       |     |
| Platz            | Name               | MP   | Pkt.  | Aufn. | GD    | HS  |
| 1                | Wolfgang Zenkner   | 6    | 450   | 33    | 13,63 | 102 |
| 2                | Arnim Kahofer      | 4    | 330   | 36    | 9,16  | 37  |
| 3                | Xavier Gretillat   | 2    | 351   | 51    | 6,88  | 33  |
| 4                | Francisco Fortiana | 0    | 192   | 36    | 5,33  | 39  |
| Gesamt           | Gesamt             | –    | 1323  | 156   | 8,48  | 102 |

## Finale
| Name                | MP  | Pkte. | Aufn. | GD    | BED   | HS |
| ------------------- | --- | ----- | ----- | ----- | ----- | -- |
| Jean Paul de Bruijn | 0:2 | 78    | 6     | 13,00 | –     | 51 |
| Wolfgang Zenkner    | 2:0 | 150   | 6     | 25,00 | 25,00 | 59 |

## Abschlusstabelle
| MP    | Match Points (Sieger = 2; Unentschieden = 1; Verlierer = 0) |
| Pkte. | Erzielte Karambolagen                                       |
| Aufn. | Benötigte Versuche                                          |
| GD    | Generaldurchschnitt                                         |
| BED   | Bester Einzeldurchschnitt eines Spielers                    |
| HS    | Höchstserie                                                 |
|       | Bester GD des Turniers                                      |
|       | Bester ED des Turniers                                      |
|       | Beste HS des Turniers                                       |
|       | 1. Platz (Gold)                                             |
|       | 2. Platz (Silber)                                           |
|       | 3. Platz (Bronze)                                           |

| Endklassement        | Endklassement        | Endklassement        | Endklassement        | Endklassement        | Endklassement        | Endklassement        | Endklassement | Endklassement | Endklassement |
| Phase                | Platz                | Name                 | Spiele               | MP                   | Pkt.                 | Aufn.                | GD            | BED           | HS            |
| -------------------- | -------------------- | -------------------- | -------------------- | -------------------- | -------------------- | -------------------- | ------------- | ------------- | ------------- |
| Finale               | 1                    | Wolfgang Zenkner     | 7                    | 14:0                 | 1050                 | 92                   | 11,41         | 30,00         | 102           |
| Finale               | 2                    | Jean Paul de Bruijn  | 7                    | 12:2                 | 978                  | 68                   | 14,38         | 30,00         | 96            |
| Gruppen- zweite      | 3                    | Frédéric Caudron     | 6                    | 8:4                  | 795                  | 65                   | 12,23         | 15,00         | 65            |
| Gruppen- zweite      | 3                    | Arnim Kahofer        | 6                    | 8:4                  | 696                  | 72                   | 9,66          | 21,42         | 93            |
| 2. Gruppen- phase    | 5                    | Alain Remond         | 6                    | 7:5                  | 797                  | 82                   | 9,71          | 11,53         | 76            |
| 2. Gruppen- phase    | 6                    | Xavier Grettilat     | 6                    | 8:4                  | 801                  | 90                   | 8,90          | 25,00         | 79            |
| 2. Gruppen- phase    | 7                    | Patrick Niessen      | 6                    | 3:9                  | 673                  | 110                  | 6,11          | 8,33          | 51            |
| 2. Gruppen- phase    | 8                    | Francisco Fortiana   | 6                    | 4:8                  | 525                  | 122                  | 4,30          | 3,94          | 39            |
| Gruppen- dritte      | 9                    | Henri Tilleman       | 3                    | 2:4                  | 408                  | 57                   | 7,15          | 8,82          | 42            |
| Gruppen- dritte      | 10                   | Janis Ziogas         | 3                    | 2:4                  | 301                  | 47                   | 6,40          | 7,89          | 38            |
| Gruppen- dritte      | 11                   | Raúl Cuenca          | 3                    | 2:4                  | 275                  | 45                   | 6,11          | 7,50          | 53            |
| Gruppen- dritte      | 12                   | Mohsen Fouda         | 3                    | 2:4                  | 250                  | 83                   | 3,01          | 4,54          | 22            |
| Gruppen- vierte      | 13                   | Jordi Garriga        | 3                    | 2:4                  | 278                  | 65                   | 4,27          | 5,76          | 32            |
| Gruppen- vierte      | 14                   | Youichirou Mori      | 3                    | 0:6                  | 191                  | 48                   | 3,97          | –             | 19            |
| Gruppen- vierte      | 15                   | Sven Daske           | 3                    | 0:6                  | 195                  | 52                   | 3,75          | –             | 38            |
| Gruppen- vierte      | 16                   | Cho Jae-ho           | 3                    | 0:6                  | 191                  | 48                   | 3,50          | –             | 22            |
| Turnierdurchschnitt: | Turnierdurchschnitt: | Turnierdurchschnitt: | Turnierdurchschnitt: | Turnierdurchschnitt: | Turnierdurchschnitt: | Turnierdurchschnitt: | 7,14          |               |               |